# 住吉町駅
住吉町駅（すみよしちょうえき）は、愛知県半田市宮路町にある名古屋鉄道河和線の駅。駅番号はKC11。

## 歴史
- 1933年（昭和8年）7月10日 - 知多鉄道の農学校前駅（のうがっこうまええき）として開業。
- 1943年（昭和18年）2月1日 - 知多鉄道が名古屋鉄道に合併。
- 1949年（昭和24年）12月1日 - 住吉町駅に改称。
- 1982年（昭和57年）6月14日 - 橋上駅舎に改築[2]。跨線橋が新設され、ホーム有効長が8両に延長[3]。
- 2006年（平成18年）
  - 6月26日 - 自動改札機設置。
  - 7月14日 - トランパス導入[4]。
- 2008年（平成20年）12月27日 - ダイヤ改正で特急の特別停車が廃止となる。
- 2011年（平成23年）
  - 3月26日 - ダイヤ改正で河和行特急1日1本（平日のみ）の特別停車が復活。
  - 2月11日 - ICカード乗車券「manaca」供用開始。
- 2012年（平成24年）2月29日 - トランパス供用終了。
- 2023年（令和5年）7月1日 - 終日無人化[5]。

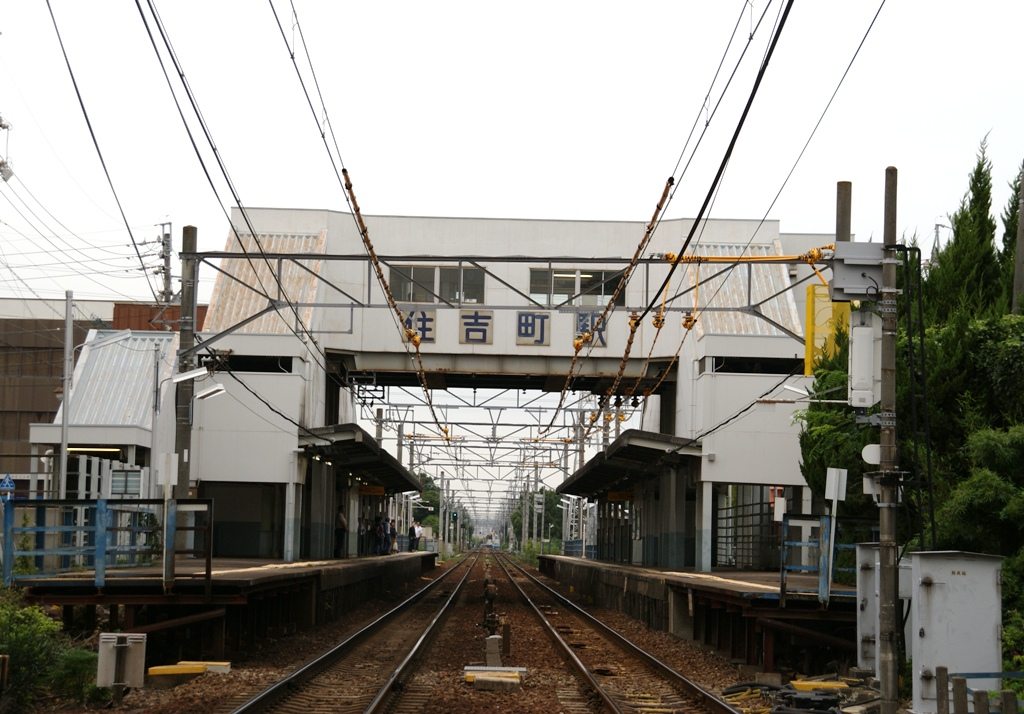
バリアフリー対応工事前の住吉町駅

## 駅構造
8両編成対応の相対式2面2線ホームを有する地上駅で、駅集中管理システム対応の無人駅。2023年（令和5年）6月30日までは終日有人駅で、駅係員は西改札口にのみ配置されていた。
改札口は各ホームの知多半田寄りにあり、自動券売機（継続manaca定期乗車券の購入も可能ではあるが、名鉄ミューズカードでの決済は7:00~22:00の間に限られる）と自動精算機を備えている
以前は東西に通り抜けができ、東側は名鉄スイミングスクール半田と直接つながっていたが、バリアフリー対応工事後は改札内の上下ホーム間移動しかできなくなった。かつては列車案内表示、自動放送装置はなかったが2008年度末にバリアフリー対応工事後、LED表示の列車案内と自動放送が装備されている。改札内にトイレがあるが、エレベーター・エスカレーターはない。
| 番線 | 路線      | 方向 | 行先                         |
| ---- | --------- | ---- | ---------------------------- |
| 1    | KC 河和線 | 下り | 河和・内海方面               |
| 2    | KC 河和線 | 上り | 太田川・金山・名鉄名古屋方面 |

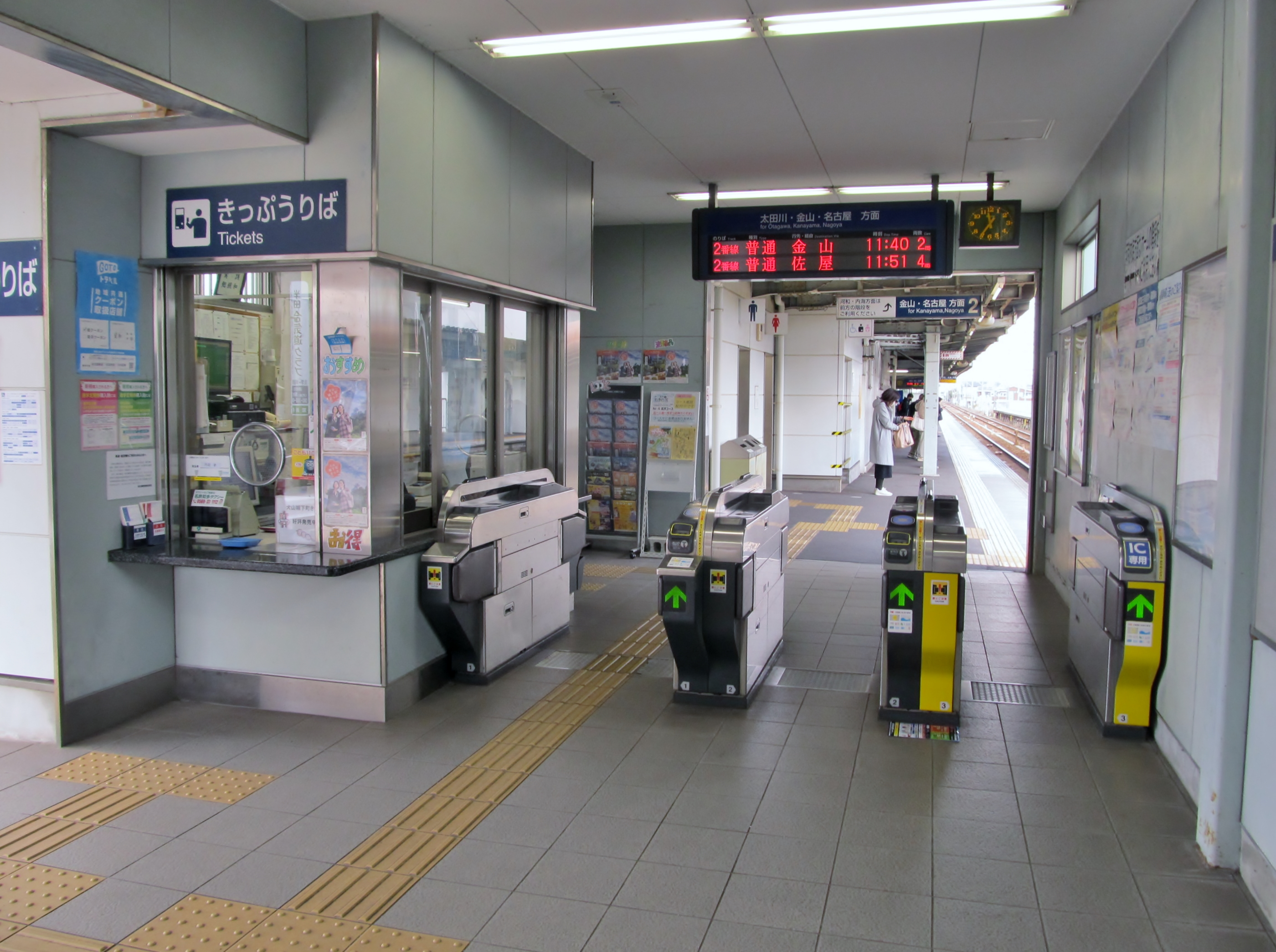
西改札口
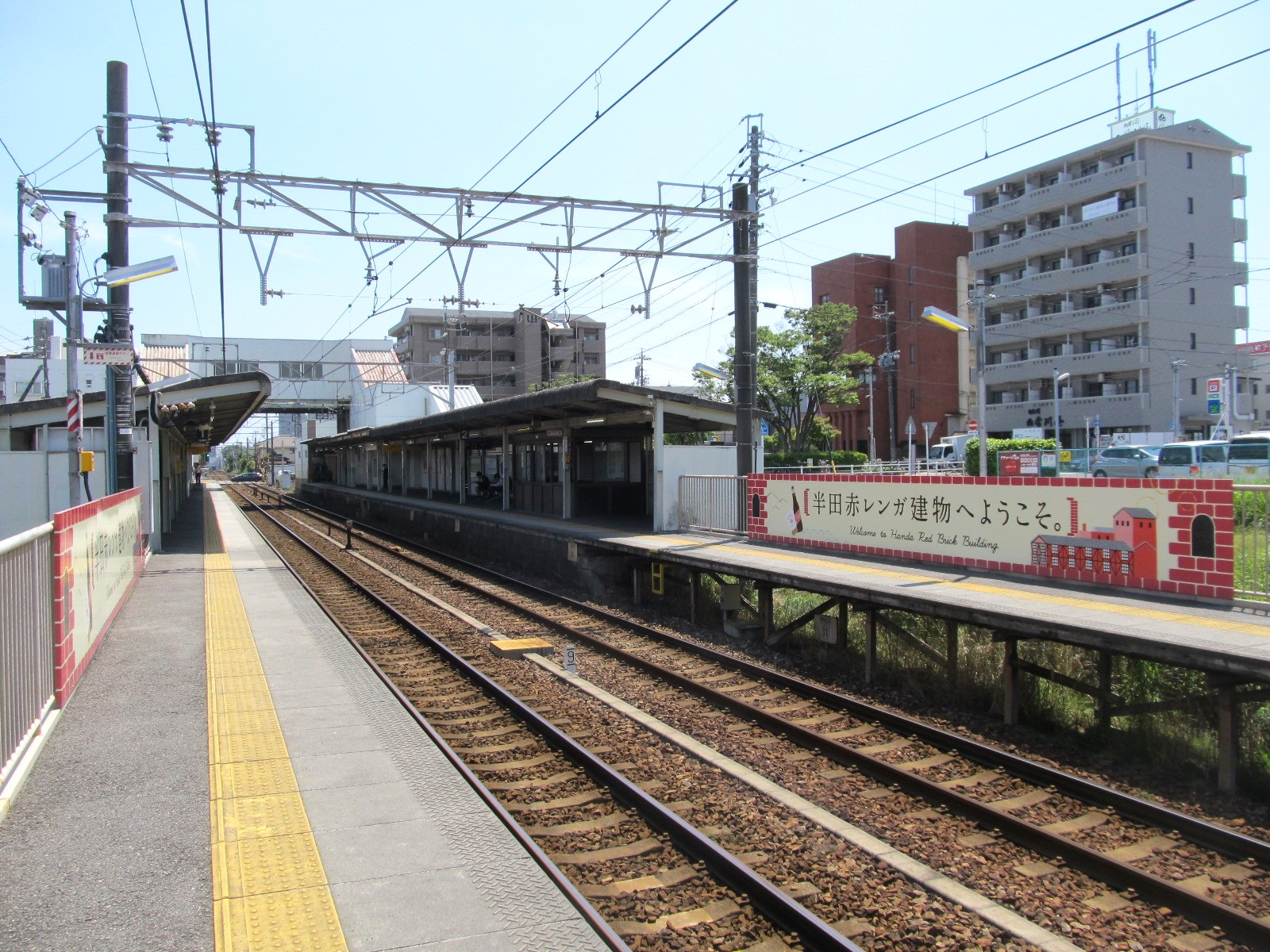
ホーム
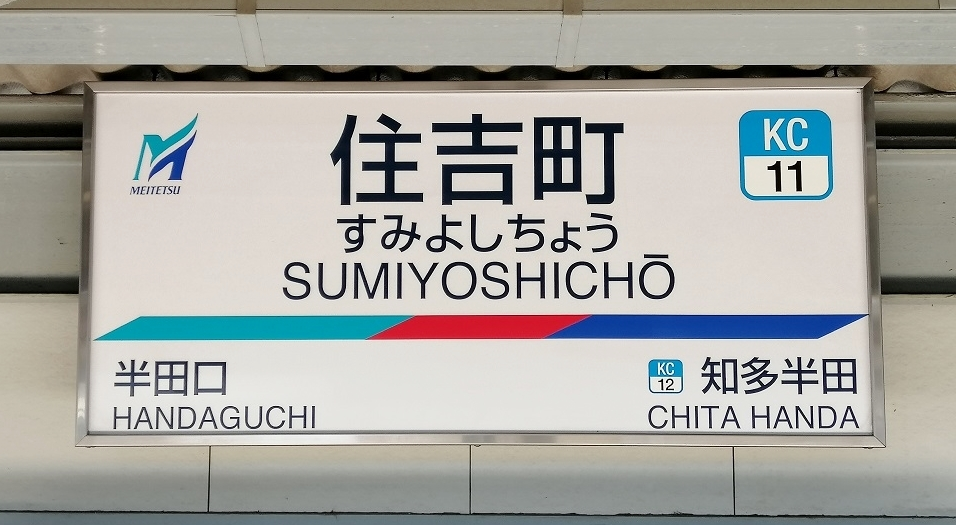
駅名標

### 配線図
| ← 太田川・ 名古屋方面 | 住吉町駅 構内配線略図 | → 知多半田・ 河和方面 |
| 凡例 出典:            |                       |                       |

## 利用状況
- 「移動等円滑化取組報告書」によれば、2020年度の1日平均乗降人員は6,078人である[9]。
- 『名鉄120年：近20年のあゆみ』によると2013年度当時の1日平均乗降人員は5,960人であり、この値は名鉄全駅（275駅）中67位、河和線・知多新線（24駅）中8位であった[10]。
- 『名古屋鉄道百年史』によると1992年度当時の1日平均乗降人員は5,228人であり、この値は岐阜市内線均一運賃区間内各駅（岐阜市内線・田神線・美濃町線徹明町駅 - 琴塚駅間）を除く名鉄全駅（342駅）中85位、河和線・知多新線（26駅）中8位であった[11]。
- 「知多半島の統計」によると、当駅の各年度の1日平均乗車人員は以下の通りである[12]。

| 年度               | 1日平均 乗車人員 |
| ------------------ | ---------------- |
| 2010年（平成22年） | 2,854            |
| 2011年（平成23年） | 2,861            |
| 2012年（平成24年） | 2,867            |
| 2013年（平成25年） | 2,972            |
| 2014年（平成26年） | 2,867            |
| 2015年（平成27年） | 2,987            |
| 2016年（平成28年） | 3,102            |
| 2017年（平成29年） | 3,170            |
| 2018年（平成30年） | 3,284            |
| 2019年（令和元年） | 3,294            |

朝夕は高校生でかなり賑わうが、知多半田駅に近いため、特急は平日朝の河和方面一本のみしか停車しない。かつては夜の時間帯に一本のみ名古屋方面の特急も特別停車していたが、現在は設定されていない。そのため河和線内の全ての特急の停車駅及び特別停車駅の中では唯一上りと土休日は停車しない駅である。

## 駅周辺
- 愛知県立半田高等学校
- 愛知県立半田農業高等学校
- 愛知県立半田工科高等学校
- 愛知県立ひいらぎ特別支援学校
- 愛知県警半田警察署
- 名古屋地方裁判所半田支部
- 半田税務署
- 半田労働基準監督署
- 半田公共職業安定所（ハローワーク半田）
- 愛知県知多総合庁舎
- 半田住吉郵便局
- 半田保健所
- 知多児童相談センター
- 住吉神社
- 半田赤レンガ建物（旧カブトビール工場）
- 名鉄協商住吉町パーキング
- ヤマダデンキ家電住まいる館YAMADA半田店（東へ徒歩15分）
- JR東海武豊線乙川駅（東へ徒歩20分強）※知多半田駅へも同じくらいである。
- 大垣共立銀行半田支店（コンビニプラザ）

## バス路線
半田市内では利用客の多い駅であり、駅西口・駅東口ともロータリーが整備されたにもかかわらず、昭和期は路線バスの乗り入れはなく、駅南側を東西に通る国道247号線上に、知多乗合（知多バス）岩滑線の「名鉄スイミングスクール前」停留所が設置されているのみであった。
2005年（平成17年）の中部国際空港開港に際しては、西尾空港線および安城空港線（空港リムジンバス）と、岩滑線と一部区間重複となる半田空港線（一般路線バス）の運行が始まったことから、鉄道とのアクセスを考慮して停留所名を「住吉町駅」へ変更したが、位置は変わらず国道上のままとされた。後に、西尾空港線と半田空港線は2009年（平成21年）に、安城空港線と岩滑線は2016年（平成28年）に廃止されたため、その時点で当駅の路線バス停留所は一旦消滅した。
2018年（平成30年）から運行を開始した半田市公共交通バス「ごんくる」半田中央線は、東口ロータリーに「住吉町駅東」停留所を設置した。これにより、初めて当駅のロータリーに路線バスが乗り入れることとなった。また、2020年（令和2年）からは、「ごんくる」半田中央線を補完する岩滑小線「ごん吉くんバス」のうち、月・水・金曜に運行される「アピタルート」が、西口ロータリーの「住吉町駅西」停留所に乗り入れている。
東口ロータリー　「住吉町駅東」停留所
- 半田市公共交通バス「ごんくる」半田中央線（南吉バス）
  - 半田赤レンガ建物・パワードーム半田方面行
  - 新美南吉記念館・知多半田駅（雁宿ホール）・図書館・博物館方面行

西口ロータリー　「住吉町駅西」停留所
- 半田市公共交通バス 岩滑小線「ごん吉くんバス」アピタルート（月・水・金曜のみ運行）
  - アピタ阿久比店・植大駅方面行
  - 新美南吉記念館・平井町・宝来町方面行

## タクシー
- 名鉄知多タクシー
- 安全タクシー

## 隣の駅
名古屋鉄道
KC 河和線
■特急
通過
■特急（平日朝の下り1本のみ停車） ・□快速急行・■急行・■準急（特急以外は当駅より河和・内海方の各駅に停車）
阿久比駅（KC08） - 住吉町駅（KC11） - 知多半田駅（KC12）
■普通
半田口駅（KC10） - 住吉町駅（KC11） - 知多半田駅（KC12）